# Leonard Orban
Leonard Orban (Brașov, Romania, 28 de juny de 1961) és actualment (2020) professor associat a la universitat romanesa-americana de Bucarest. Abans va actuar com a conseller presidencial per als afers europeus, i com negociador per Romània per le integració a la Unió Europea.
Va estudiar enginyeria a la Universitat de Brașov, en la qual es va llicenciar el 1986 i economia a la Universitat de Bucarest, en la qual es va llicenciar el 1992. Sense afiliació política, tot i que proper al liberalisme, i ferm defensor de la integració del seu país a la Unió Europea (UE), l'any 1993 fou nomenat per part del Parlament de Romania responsable de les negociacions bilaterals entre el seu país i la UE que van conduir a la integració d'aquest país, juntament amb Bulgària, a la Unió el gener de l'any 2007.
Amb l'entrada de Romania a la Unió Europea fou el candidat per ocupar un seient a la Comissió Barroso per part del Primer ministre de Romania Călin Popescu-Tăriceanu, sent nomenat l'1 de gener de 2007 Comissari Europeu de Multilingüisme, cartera de nova creació. Va ocupar aquest seient fins al febrer del 2010. Entre setembre de 2011 i decembre de 2012 va actuar com a ministre romanès per als afers i fons europeus.